# Districte de Bhandara
El districte de Bhandara (marathi भंडारा जिल्हा) és una divisió administrativa de Maharashtra a l'Índia, amb capital a Bhandara. La superfície és de 3890 km² i la població d'1.136.146 habitants. El nom de Bhandara derivaria de "Bhannara".

## Administració
Està format per dues subdivisions, dividides en talukes:
- Subdivisió de Bhandara
  - Bhandara
  - Tumsar
  - Pauni
  - Mohadi
- Subdivisió de Sakoli:
  - Sakoli
  - Lakhni
  - Lakhandur

Administrativament hi ha 7 Panchayat Samiti, 6 ciutats i 870 pobles (98 deshabitats). Localment hi ha tres consells municipals i 541 Gram Panchayat

## Geografia
- Muntanyes:
  - Ambagad al nord
  - Ballahi, a 10 km a l'oest-sud-oest de Bhandara (ciutat).
  - Pauni, a l'oest del riu Waiganga

- Rius: 
  - Wainganga
  - Bagh (afluent de l'anterior)
  - Chulband
  - Bawanthari o Bawanthadi
  - Ambagad
  - Bodalkasa
  - Garhvi

## Llocs interessants
- Fortalesa d'Ambagar (datada vers 1700)
- Andhalgaon o Andhalgao a uns 28 km al nord de Bhandara
- Adyar, 25 km al sud de Bhandara
- Bondgaon, poble amb fires religioses
- Brahmi, a 40 km al sud de Bhandara, amb una font notable
- Chaundeshwari Devi, temple a 20 km de Bhandara
- Residència del Col·lector de 1828
- Chanpur, llac artificial
- Chichgad, antic zamindari
- Dighori, poble a uns 50 km al sud-oest de Bhandara
- Resclosa de Gosikhurd
- Gaimukh, fonts naturals
- Gondmuri, capçalera del zamindari Gond-Umri
- Koka, reserva per ocells migratoris
- Temple de Rawanwadi
- Petita fortalesa de Sangadi Killa

## Història
La tradició diu que el territori fou dominat pels reis Gaoli; l'ètnia dels gaolis o gaulis encara existeix i viuen com a pastors; les excavacions a Ratanpur (al districte de Bilaspur) han mostrat que ja existia com a districte al segle xi. Cal suposar que al segle xiii i fins al XVII va estar sota domini musulmà però no hi ha referències.
Al segle xvii el territori va pertànyer a la dinastia gond de Deogarh de la qual era raja Bakht Buland que va aconseguir el suport d'Aurangzeb en adoptar la religió musulmana; apareixen també alguns zamindars que van rebre terres de la dinastia gond de Garha-Mandla a l'est i sud del districte, que era pràcticament jungla, el que indicaria que aquesta part estava sota domini d'aquesta dinastia. Un afganès va governar l'estat de Dongartal a Seoni com a zamindari, i es creu que va construir el fort d'Ambagarh, quan era raja gond Bakht Buland; els zamindars de Chichgarh haurien rebut les terres dels reis Chanda. Foren diversos caps rajputs, lodis, ponwars, koris, kares i kumbis els que foren atrets a la zona i van rebre terres especialment prop del riu Wainganga i entorn de Pauni. El territori fou conquerit pel maratha Raghuji I Bhonsle a partir del 1738.
El 1743 Bhandara (ciutat) i la resta dels territoris de Deogarh van passar formalment als marathes bhonsle de Nagpur; el territori fou governat inicialment per kamaishdars (oficials recaptadors subordinats) en un nombre de deu, cadascun amb una zona determinada i la majoria dels quals eren oficials de la cort maratha. Aquestos governants eren de castes comercials i militars, marwaris, agarwales, lingayats i kumbis marathes. Poc després de l'annexió del territori maratha, Kunbi Patel que havia fet diversos serveis a Chimnaji Bhonsle en una expedició a Cuttack, va rebre l'autoritat sobre la part oriental del districte amb l'encàrrec d'aclarir la jungla i posar-la en cultiu. D'aquesta concessió va sorgir el poderós zamindari de Kamtha que el 1818 dominava 2500 km² incloïen 14 dels que després foren zamindaris (subordinats a Kamtha). El 1817 el general maratha Appa Sahib, que havia iniciat la guerra contra els britànics va enviar les dones de la cort i les joies a Bhandara, per seguretat. Les dones de la cort trobades a Bhandara pels britànics foren retornades per aquestos a Nagpur. El 1818 el zamindari Chimna Patel, es va aixecar en suport del general maratha Appa Sahib (que resistia als britànics) i va capturar al governador maratha de Lanji, posant guarnició pròpia a diverses fortaleses. Els britànics van enviar una expedició contra el zamindar dirigida pel capità Gordon, que es va enfrontar a un cos de 400 soldats del zamindar al poble de Nowargaon, i va assaltar Kamtha, fent presoner a Chimna Patel. El zamindari de Kamtha fou entregat a Lodhi, zamindar de Warad, que havia donat ajut als britànics, i fou conservat pels seus descendents. La família de Kamtha va rebre alguns anys després el zamindari de Kirnapur. En total 25 zamindaris van ser reconeguts pels britànics i van esdevenir hereditaris. Una dinastia feudal va tenir residència a Lanji del 1818 al 1830.
A la regió de Bhandara es va establir un govern provisional britànic inicialment dirigit pel capità Wilkinson amb seu a Kamtha, però el 1820 Bhandara fou declarada capital de districte sota l'administració temporal de Sir Richard Jenkins. El 1830 Raghuji III Bhonsle va arribar a la majoria d'edat i va assolir el govern plenament.
A la mort de Raghuji III Bhonsle, el darrer raja de Nagpur, l'11 de desembre de 1853, Bhandara i la seva regió, com la resta del regne de Nagpur, van esdevenir territori britànic segons la doctrina del lapse (manca d'hereus directes) el 1854. El districte es va constituir oficialment el 1854 i fou administrat inicialment pel capità C. Elliot, nomenat l'octubre d'aquell any.
El distrocte no fou afectat per la rebel·lió de 1857. El 1867 la regió de Lanji i diversos zamindaris es van separar del districte per formar (amb altres territoris agafats al districte de Seoni) el districte de Balaghat.
El districte fou dividit altre cop l'1 de maig de 1999 per formar el districte de Gondia.

## Dawa
Dawa fou un estat tributari protegit del tipus zamindari al districte de Bhandara a les Províncies Centrals, a uns 50 km al nord-est de Bhandara. La població el 1881 era de 4.997 habitants, principalmente gonds i halbes, que vivien en 12 pobles. La superfície era de 67 km². Les principals poblacions eren Dawa i Kor Seoni. El sobirà era un halba.

## Restes arqueològiques del districte britànic
- Un cromlech i pilars de pedra a Tillota Khairi,
- Restes d'edificis de pedra a Padmapur prop d'Amgaon
- Temples anomenats Hemadpanti a Adyal, Chakaheti, Korambi, i Pinglai (suburbi de Bhandara)
- Fortaleses de Ambagarh, Chandpur, Bhandara, Sangarhi, Partabgarh (aquestes dues dels gonds) i Pauni (maratha).

## Dades del districte britànic
Població:
- 1872, 564.813
- 1881, 683.779
- 1891, 742.850
- 1901, 663.062

Superfície: 10.269 km²
Tehsils:
- Bhandara
- Tirora
- Sakoli

El tahsil de Bhandara tenia 2817 km² i 229.287 el 1891, amb tres ciutats (Bhandara amb 14.023 habitants, Pauni amb 9.366 i Tumsar amb 8.116) i 507 pobles habitats.
Fams: 1822, 1832, 1869, 1897 i 1900.
Escassetats greus: període 1894-1899.
Ciutats principals del districte: Bhandara, Pauni, Mohari i Andhargaon